# Dragoman

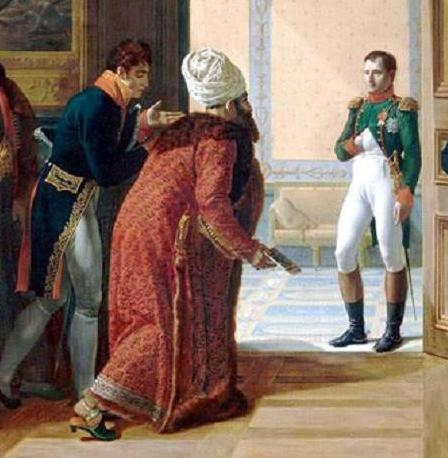
Amédée Jaubert (vlevo) byl Napoleonův „oblíbený orientalistický poradce a dragoman“. Doprovázel perského vyslance Mirzu Mohammeda Rezu Qazviniho ve Finckensteinském paláci, aby se 27. dubna 1807 setkal s Napoleonem ohledně Finckensteinské smlouvy. Detail obrazu od Françoise Mularda.

Pojmem dragoman (arabsky ترجمان‎ tarǧumān, turdšuman) se označovali tlumočníci, překladatelé a oficiální průvodci mezi turecky, arabsky a persky mluvícími zeměmi a orgány Blízkého východu a evropskými ambasádami, konzuláty, vicekonzuláty a obchodními stanicemi. Dragoman musel mít znalost arabštiny, perštiny, turečtiny a evropských jazyků. V Osmanské říši tvořili Dragomany převážně členové osmanské řecké komunity, která měla značné vícejazyčné dovednosti, protože řecké obchodní spolky podnikaly v oblastech Středozemního a Černého moře, Atlantského a Indického oceánu. V menší míře byli verbováni další z komunit s mezinárodními obchodními vazbami, zejména Arméni.
Slovo sahá až k semitskému kořenu t-r-g-m, který se objevuje již v akkadštině (jako targumannu) a aramejštině (jako targemana). Všechna tato slova znamenají překladatel, hebrejské targum znamená překlad. Již v 6. století př. n. l. byla v Egyptě zřízena zvláštní odborná skupina, kterou převážně tvořili v zemi žijící Řekové, kteří se měli v zemi starat o řecké cestovatele.
V tureckém prostředí je pozice dragomana zaznamenána v předosmanském rúmském sultanátu během vlády Kajkubáda I. ve 13. století, kdy byli jmenováni dva dragomani a dva překladatelští úředníci.
V osmanských záznamech byl prvním zaznamenaným císařským dragomanem Lütfi Paša, který byl poslán v roce 1479 do Benátek, aby doručil smlouvu.